# Szumi
Szumi (ukránul: Суми) város Ukrajnában, az orosz–ukrán határ közelében, a Szumi terület közigazgatási központja

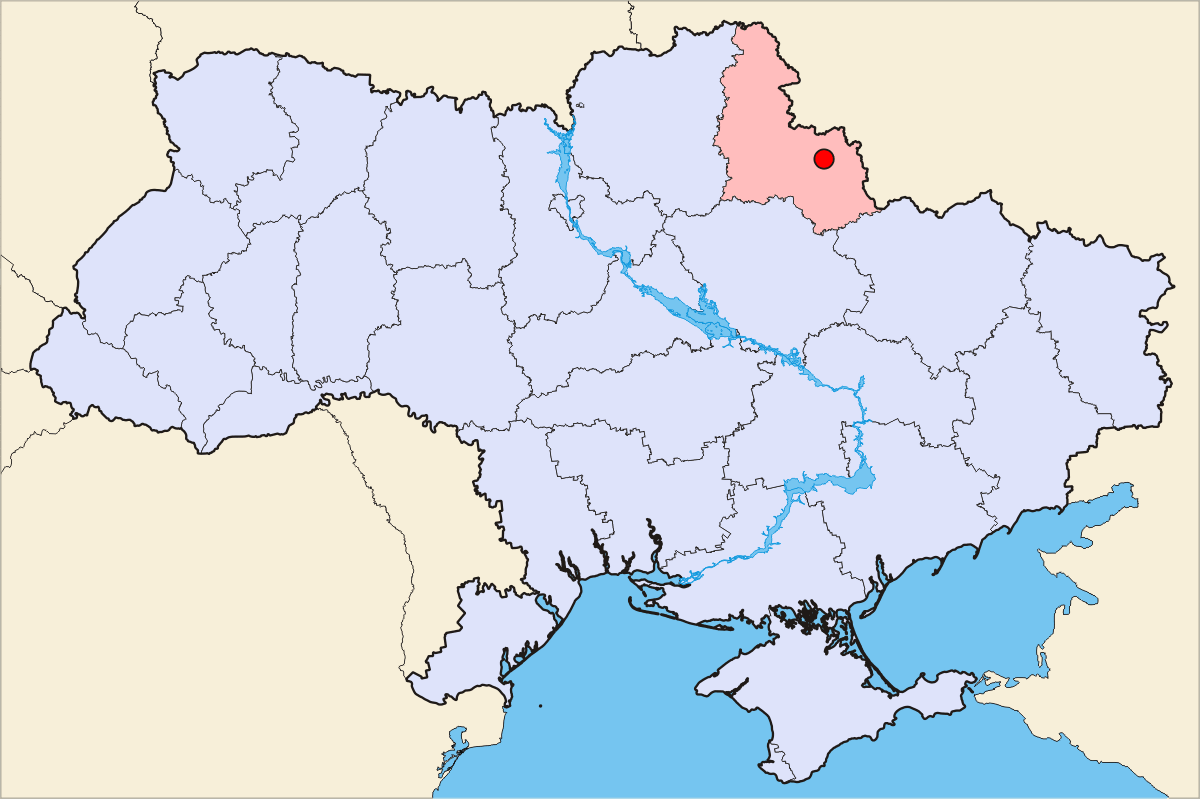
Szumi Ukrajna térképén

## Fekvése
Területe 145 km². Koordinátái: é.sz. 50.55°, k.h. 34.45°. A várostól északra, kb. 40 km-re van az orosz határ. Keleten a Pszel folyó határolja. A várostól délkeletre, kb. 160 km-re található Harkiv.

## Népessége
| Lakosok száma | 11 313 | 27 564 | 270 870 | 265 758 |
|               | 1860   | 1897   | 2015    | 2019    |

## Története
Szumit 1652-ben alapították a Pszel folyó partján, mint kozák erődöt, azzal a céllal, hogy megállítsák a krími tatár támadásokat. Később, mikor az Orosz Birodalom része lett, fontos mezőgazdasági központtá vált. A második világháborúban a német megszállás alatt súlyos károkat szenvedett.

## Látnivalók
- Csehov lakásmúzeum
- Keresztelő Szent János templom. 1691-ben fatemplom, 1837-ben kőtemplommá átépítve
- Illinszka templom, klasszicista
- Szentháromság katedrális, klasszicista, az Izsák-székesegyházról (Szentpétervár) mintázva
- Népek Barátsága Botanikus Kert, zenélő hárommedencés szökőkúttal
- Szűz Mária neogótikus római katolikus templom, a szovjetek alatt iskolai tornaterem
- Mennybemenetel Székesegyház, reneszánsz, barokk, klasszicista
- Alpinizmus Múzeum
- Helytörténeti Múzeum
- Onackovo Művészeti Múzeum, egykori banképületben
- Szuhanov ház (1856)
- Szumi Területi Filharmónia, egykor a Nemesek Gyűlésháza (1860)
- Szt. Péter és Pál templom, 18. század 2. fele
- Szent Pantelejmon templom, 13. század

## Testvérvárosok
- Vraca, Bulgária
- Celle, Németország
- Lublin, Lengyelország
- Gorzów Wielkopolski, Lengyelország
- Zamość, Lengyelország

Korábban (2016-ig):
- Kurszk, Oroszország
- Belgorod, Oroszország
- Szeverodvinszk, Oroszország